# Le Château ambulant (bande originale)
Pour un article plus général, voir Le Château ambulant.
Le Château ambulant est un film de Hayao Miyazaki, dont la musique est signée Joe Hisaishi : il s'agit de la huitième collaboration entre le réalisateur et le compositeur. Contrairement aux bandes originales de Princesse Mononoké et Le Voyage de Chihiro, l'album "Soundtrack" n'a pas connu de version française.

## Albums japonais

### Hauru no Ugoku Shiro Image Album
Albums de Joe Hisaishi
Private World Dream

## Titres
| 1.    | ミステリアス・ワールド (Mysterious World)          | 5:04 |
| 2.    | 動く城の魔法使い (The Wizard of the Moving Castle) | 5:56 |
| 3.    | ソフィーの明日 (Sophie's Tomorrow)                 | 5:11 |
| 4.    | ボーイ (Boy)                                       | 3:44 |
| 5.    | 動く城 (Moving Castle)                             | 3:56 |
| 6.    | ウォー・ウォー・ウォー (War War War)               | 4:47 |
| 7.    | 魔法使いのワルツ (Wizard's Waltz)                  | 5:39 |
| 8.    | シークレット・ガーデン (Secret Garden)             | 3:24 |
| 9.    | 暁の誘惑 (Dawn's Temptation)                       | 5:16 |
| 10.   | ケイヴ・オブ・マインド (Cave of Mind)              | 5:48 |
| 48:45 |                                                    |      |

### Hauru no Ugoku Shiro Soundtrack
Albums de Joe Hisaishi
World Dreams Freedom Piano Stories 4
| 1.    | オープニング- 人生のメリーゴーランド (Opening: The Merry-Go-Round Of Life)                                     | 2:32 |
| 2.    | 陽気な軽騎兵 (The Courageous Cavalry)                                                                          | 0:51 |
| 3.    | 空中散歩 (Stroll Through The Sky)                                                                              | 2:15 |
| 4.    | ときめき (Heart Aflutter)                                                                                      | 0:20 |
| 5.    | 荒地の魔女 (The Witch Of The Waste)                                                                            | 0:59 |
| 6.    | さすらいのソフィー (Wandering Sophie)                                                                          | 4:16 |
| 7.    | 魔法の扉 (The Magical Door)                                                                                    | 5:26 |
| 8.    | 消えない呪い (The Indelible Curse)                                                                             | 0:45 |
| 9.    | 大掃除 (Spring Cleaning)                                                                                       | 1:22 |
| 10.   | 星の湖 (うみ) へ (To The Lake Of Stars)                                                                        | 4:13 |
| 11.   | 静かな想い (Quiet Feelings)                                                                                    | 0:28 |
| 12.   | 雨の中で (In The Rain)                                                                                         | 1:28 |
| 13.   | 虚栄と友情 (Vanity And Friendship)                                                                             | 3:57 |
| 14.   | 90歳の少女 (A 90 Year Old Young Girl)                                                                          | 0:59 |
| 15.   | サリマンの魔法陣 城への帰還 (Sulliman's Magic Square: Return To The Castle)                                    | 5:20 |
| 16.   | 秘密の洞穴 (The Secret Cave)                                                                                   | 2:33 |
| 17.   | 引越し (Moving)                                                                                                | 3:06 |
| 18.   | 花園 (The Flower Garden)                                                                                       | 2:57 |
| 19.   | 走れ！ (Run!)                                                                                                  | 0:56 |
| 20.   | 恋だね (Now That's Love)                                                                                       | 1:19 |
| 21.   | ファミリー (Family)                                                                                            | 1:23 |
| 22.   | 戦火の恋 (Love Of War)                                                                                         | 2:55 |
| 23.   | 脱出 (Escape)                                                                                                  | 1:33 |
| 24.   | ソフィーの城 (Sophie's Castle)                                                                                 | 2:37 |
| 25.   | 星をのんだ少年 (The Boy Who Drank Stars)                                                                       | 7:29 |
| 26.   | エンディング- 世界の約束 人生のメリーゴーランド (Ending: The Promise Of The World: The Merry-Go-Round Of Life) | 6:50 |
| 62:89 | |      |